# JLL (entreprise)
Pour les articles homonymes, voir JLL.
 (novembre 2019).
Si vous disposez d'ouvrages ou d'articles de référence ou si vous connaissez des sites web de qualité traitant du thème abordé ici, merci de compléter l'article en donnant les références utiles à sa vérifiabilité et en les liant à la section « Notes et références ».
JLL (Jones Lang LaSalle) (NYSE : JLL) est une société américaine spécialisée dans le conseil en immobilier d’entreprise (conseil stratégique, pilotage d'actifs immobilier, recherche de locaux, expertise immobilière, création d'environnements de travail, ingénierie du bâtiment, recherche prospective sur les nouveaux modes de travail...) et dans la gestion d'investissements immobiliers. Le siège du groupe est situé à Chicago dans l'Illinois.
Son chiffre d'affaires est de 18 milliards de dollars en 2019. JLL emploie en 2020 près de 93 000 salariés dans plus de 80 pays.
La société conseille les entreprises, investisseurs et propriétaires immobiliers sur l'ensemble de leurs enjeux immobiliers, sur tous types d'actifs (bureaux, coworking, commerces, supply chain, établissements avec services, logistique...).
JLL est un acteur de la gestion immobilière avec près de 3 milliards de mètres carrés gérés dans le monde.
LaSalle Investment Management (en), la branche gestion de fonds de la société, gère environ 65 milliards de dollars d'actifs.

## Historique
Jones Lang LaSalle est le fruit de la fusion de Jones Lang Wootton, une société anglaise créée en 1783, et de LaSalle Partners (initialement IDC Real Estate), une entreprise américaine créée en 1968 à El Paso au Texas.
Le 4 mars 2014, « Jones Lang LaSalle » change de nom et de logo et devient « JLL ».

### Identité visuelle (logo)

1999–2014
2014–2016
2016–présent

## JLL en France

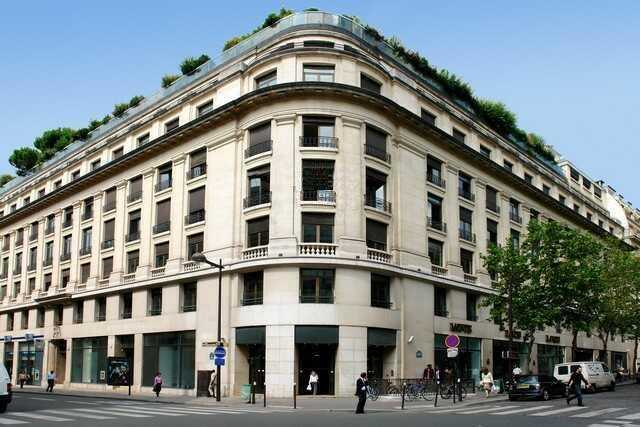
Siège de JLL France situé au 40-42 rue La Boétie à Paris 8e

En France, Jones Lang LaSalle SAS (JLL France) est une société par actions simplifiée créée en France en 1971.
En 2007, JLL rachète Tétris, société spécialisée dans le design et l'aménagement des environnements de travail (bureaux, commerces, hôtels, .
JLL est implanté en Île-de-France (Paris, la Défense, Saint-Denis, Le Plessis-Robinson), à Lyon, à Marseille, à Bordeaux, à Rennes et à Lille.
L'activité de JLL France couvre l’ensemble du territoire français métropolitain. Les 1 000 collaborateurs sont spécialisés sur les marchés de bureaux, locaux d’activités, commerces, entrepôts, et hôtels. JLL intervient dans les domaines de la conception et de l'aménagement de bureaux, l'expertise immobilière, l'immobilier durable, l'immobilier de la santé et les centres de données. JLL conseille près de mille entreprises sur des projets immobiliers représentant plus d'un million de mètres carrés.
De plus, son équipe « études et recherche », composée d’une dizaine de professionnels en France, analyse les marchés locatif et investissement afin d’en dessiner les tendances et les perspectives.
Ses publications comprennent des analyses sur les marchés immobiliers franciliens et lyonnais en fonction des typologies d’actifs (bureaux, commerces, entrepôts et locaux d’activités), et des études plus spécifiques sur les problématiques immobilières rencontrées par les entreprises comme le travail nomade ou la question de la cohabitation intergénérationnelle dans les bureaux.
En mars 2014 JLL France acquiert la société de conseil en gestion de la chaîne logistique GCL Europe . En avril 2014, JLL France lance un site consacré au Grand Paris.
En 2016, JLL France acquiert la société Véronique Nocquet, spécialisée en immobilier de commerces à Paris. En 2019, JLL acquiert Vincia, société leader du conseil en supply chain.
JLL France est dirigée depuis Janvier 2024 par Marie-Laure Leclercq de Sousa, Directrice Générale des activités en France, Belgique, Luxembourg et Europe du Sud.

### Affaire en cours
La présidente de l'association « Cœur vide 19 » représentant des victimes de la pandémie de Covid-19, Julie Grasset, a déposé plainte le 1er avril 2022 contre les cabinets de conseil JLL France (ainsi que McKinsey et Citwell), auprès du Parquet National Financier, pour corruption et recel de favoritisme. Ces cabinets de conseil privés ont été mandatés par le ministère de la Santé, durant la crise du Covid-19, pour gérer la logistique de réception, de stockage et d'acheminement des masques et des vaccins contre le Covid-19. Selon Julie Grasset, les conditions d’octroi des contrats durant la crise sanitaire sont floues et laissent envisager qu’aucune publicité ni mise en concurrence n’a été effectuée.